# Максвелл, Уильям (генерал)
Уильям Максвелл (англ. William Maxwell; 1733 — 4 ноября 1796) — британский и американский военный ирландского происхождения, который служил в ополчении провинции Нью-Джерси во время войны с французами и индейцами, после начала войны за независимость вступил в Континентальную армию, был участником Вторжения в Канаду, Филадельфийской кампании и зимовки в Велли-Фордж. Участвовал в сражении при Монмуте и в экспедиции Салливана против ирокезов. В 1780 году покинул ряды армии и некоторое время служил в законодательном собрании Нью-Джерси.

## Ранние годы
Уильям Максвелл родился в пресвитерианской семье в ирландском графстве Тирон. К 1747 году его семья переехала в американские колонии и поселилась в округе Уоррен в провинции Нью-Джерси. Когда в 1754 году началась Война с французами и индейцами, Максвелл вступил в провинциальное ополчение и был участником экспедиции Брэддока к форту Дюкен в 1755 году. Максвелл служил в нью-джерсийском полку Джонсона, а затем был лейтенантом в полку полковника Питера Скайлера, известном как «Jersey Blues», и с большой вероятностью участвовал в кампании 1758 года, которая завершилась разгромом британских войск в сражении у форта Карильон. К концу войны Максвелл служил на западном фронтире.